# Dango (Burkina Faso)
Pour les articles homonymes, voir Dango.
Dango est une commune située dans le département du Boussouma de la province de Boulgou dans la région du Centre-Est au Burkina Faso.

## Santé et éducation
Dango accueille un centre de santé et de promotion sociale (CSPS).